# Lygophis lineatus
Espèce
Synonymes
- Coluber lineatus Linnaeus, 1758
- Coluber minervae Linnaeus, 1758
- Coluber jaculatrix Linnaeus, 1766
- Coluber terlineatus Lacépède, 1826
- Aporophis lineatus (Linnaeus, 1758)
- Liophis lineatus (Linnaeus, 1758)

Lygophis lineatus  est une espèce de serpents de la famille des Dipsadidae.

## Répartition
Cette espèce se rencontre :
- au Panama ;
- en Colombie ;
- au Venezuela ;
- au Guyana ;
- au Suriname ;
- en Guyane ;
- dans le nord-est du Brésil ;
- dans le nord de l'Argentine ;
- au Pérou ;
- en Bolivie ;
- en Équateur ;
- au Paraguay.

## Description
C'est un serpent ovipare.

## Étymologie
Le nom spécifique lineatus vient du latin lineatus, rayé, en référence à l'aspect de ce serpent.

## Publication originale
- Linnaeus, 1758 : Systema naturae per regna tria naturae, secundum classes, ordines, genera, species, cum characteribus, differentiis, synonymis, locis, ed. 10 (texte intégral).